# Lída Roubíková
Ludmila Roubíková, rozená Havlová, častěji uváděná jako Lída Roubíková, (4. ledna 1919 Vrchlabí – 11. srpna 1991 Praha) byla česká herečka.

## Život
Narodila se v rodině Tomáše Roubíka, kastelána (Zimmerwärter) ve Vrchlabí (*1881) a jeho manželky Antonie, rození Fleischmannové (*1883). V době narození měla rodina bydliště v budově vrchlabského zámku (č. p. 2).
Svou hereckou kariéru zahájila hned po skončení druhé světové války na divadelní scéně v Mostě (1945–1946), aniž by měla jakékoliv herecké vzdělání. Přijata byla na základě úspěšného konkurzu. Poté postupně prošla dalšími divadly: Středočeským divadlem v Mladé Boleslavi (1946–1948), Městským oblastním divadlem na Žižkově, divadlem v Libni (1948–1950), Městským oblastním divadlem v Benešově (1950–1955), zájezdovým divadlem pražského Ústředního divadla československé armády (Divadlo na Vinohradech, 1955–1957) a pardubickým Východočeským divadlem (1957–1960).
Trvalé a konečné angažmá získala v roce 1960 v Praze v Divadle E. F. Buriana (1960–1988), zde působila až do odchodu do penze, ale i potom zde hostovala prakticky až do své smrti. Mimo to v roce 1948 vystupovala jako externistka i v pražském Národním divadle („České jaro“). Další hostování měla v Divadle Na zábradlí („Lekce“).
Vytvořila celou řadu charakterních rolí, kterým byla předurčena svým vzhledem, robustní postavou, výraznými, často až přísnými rysy v obličeji, které podpořily její herecký projev.

## Filmografie
Ve filmu a televizi byla nejčastěji obsazovaná do vedlejších, ale často velmi výrazných rolí pro svůj přísný a ostrý vzhled a stejně ostrý a přísný hlas a projev. Typicky zobrazovala sousedky, domovnice, manželky, matky dospělých dětí apod. Ve filmu jí bylo svěřeno na 30 epizodních rolí.

### Film
- 1957 Parta nezradí…? – role: matka Vacková
- 1958 Žižkovská romance
- 1958 Útěk ze stínu
- 1961 Červnové dny
- 1961 Okamžik, spojím! (krátkometrážní film) – role: správcová, Majčina matka
- 1963 Mezi námi zloději – role: družstevnice
- 1964 Třináct minut (studentský film) – role: hostinská
- 1964 Čintamani a podvodník – role: domovnice (povídka Čintamani a ptáci), podvedená žena (povídka Příběhy sňatkového podvodníka)
- 1966 Vrah skrývá tvář – role: Králová, správcova žena
- 1967 Hra bez pravidel – role: uklízečka ve starožitnictví
- 1967 Svatba jako řemen – role: pracovnice úschovny zavazadel
- 1972 Homolka a tobolka – role: rekreantka Dernáčková
- 1975 Můj brácha má prima bráchu – role: pracovnice v servisu
- 1980 Trhák – role: Lukešová

### Televize

#### Televizní pořady
- 1964 Klíč (TV filmová groteska)
- 1965 Schody do nebe (TV klip) – role: metařka
- 1966 Sedm koní a vavříny (TV film) – role: Lenka, návštěvnice kavárny
- 1967 Tři stromy (TV pohádka) – role: maminka
- 1969 Kaviár jen pro přátele (TV komedie) – role: paní Mádrová
- 1969 Obžalovaná (TV hra) – role: přísedící u soudu
- 1969 Jak se dělá divadlo (TV film na motivy fejetonu Karla Čapka – role: nápověda
- 1970 Kapacita (TV komedie) – role: paní Velíšková
- 1970 Za ranních červánků (TV inscenace) – role: paní Obroční
- 1971 Zázrak v Oužlebičkách (TV komedie) – role: babka v kostele
- 1971 Klícka (TV filmová komedie) – role: sousedka Skalská
- 1972 Magnolia (TV pohádka) – role: 2. komorná
- 1973 Kost v krku (TV mikrokomedie) – role: zdravotní sestra
- 1974 Pěkní ptáčci (tři TV soudničky) – role: zákaznice v obchodě
- 1974 Hop, děti, do života (TV komedie) – role: paní Bellinzon
- 1974 Bellinzonova pyramida (TV komedie) – role: paní Bellinzon
- 1974 Muž, který se spustil (TV hudební veselohra) – role: paní v klobouku na poště
- 1974 Bližní na tapetě (TV cyklus mikrokomedií Malé justiční omyly) – role: prodavačka potravin (13.příběh: Výlet do neznáma)
- 1975 Bohoušův syn (TV filmová komedie) – role: houbařka
- 1976 Preclíková válka (TV komedie) – role: Máry
- 1976 Dveře (TV komedie) – role: paní Bláhová
- 1976 Značka „Svobodný otec“ (TV komedie) – role: pracovnice inzertního oddělení
- 1977 Na rohu kousek od metra (TV komedie) – role: paní v tramvaji s velkým rancem
- 1977 Nikola Šuhaj loupežník (TV film) – role: žena ze Zvorce
- 1978 Sázka pro dva (TV komedie) – role: vrátná na kolejích
- 1979 Příbuzenstvo (TV inscenace) – role: paní Koníčková
- 1979 Sedm kilo pro Králíčka (TV komedie) – role: sousedka paní Vaněčková
- 1981 Zkouška (TV komedie) – role: paní Vodáková, pacientka u zubaře
- 1981 Medailónek (TV zpracování povídky Marie Majerové) – role: matka švadleny Růženy Maškové
- 1981 Nemocnice na kraji města (TV seriál) – role: vrátná v nemocnici
- 1983 Jako kníže Rohan (TV drama) – role: Špátová
- 1983 Co poudala bába Futéř (TV pohádka) – role: sousedka
- 1984 Santa Lucia (TV hra) – role: sanitářka „bábí“
- 1986 Případ Karoliny Testové (TV komedie z cyklu 3× Eduard Bass) – role: domovnice Voráčková
- 1986 Už od ráje (film) – role: babička Květa Veselá
- 1987 Fanynka (TV film) – role: domovnice
- 1988 Začátečnice hledá učitele italštiny „Zn. přijedu“ (TV komedie) – role: hospodyně Hermína
- 1989 Útěk ze seriálu (TV komedie) – role: kantýnská Brožová
- 1989 Chtěla bych ten strom (TV film) – role: členka závodního výboru ROH (v 2. dílu filmu)

#### Televizní seriály
- 1961 Tři chlapi v chalupě (TV seriál 1961–1963)
- 1967 Píseň pro Rudolfa III.
- 1968 Hříšní lidé města pražského (1. díl: Přísaha) – role: domovnice
- 1969 Kamarádi
- 1970 F. L. Věk (1. díl) – role: porodní bába
- 1971 Strašidýlko Fanfulínek
- 1973 Vajíčka (TV cyklus Bakaláři)
- 1974 30 případů majora Zemana (TV seriál 1974–1979) 7. díl: Mědirytina (příběh z r. 1950) – role: správcová
- 1974 Klec (TV cyklus Bakaláři)
- 1975 Chalupáři – role: žena s uhlím (1. díl: Chudák dědeček)
- 1976 Nemocnice na kraji města (TV seriál 1976–1981) – role: vrátná v nemocnici
- 1977 Žena za pultem – role: Škarapesová (1 epizoda – 11. díl: Svatba lahůdkové Olinky)
- 1981 Ponožky (TV cyklus Bakaláři) – role: tchyně
- 1982 Malý pitaval z velkého města (2. díl) – role: důchodkyně, manželka
- 1983 Výlet do velkého světa (TV cyklus Bakaláři) – role: prodavačka v bufetu Zdenička
- 1984 Sanitka (3. díl) – role: prodavačka v zelenině
- 1988 Chlapci a chlapi – role: hospodská
- 1990 Přísahám a slibuji (2. díl)

### Divadlo
- 1963 I chytrák se spálí – divadelní záznam